# カナアユ
カナアユは、女子プロレスラー、華名と栗原あゆみのタッグチーム。

## 概要

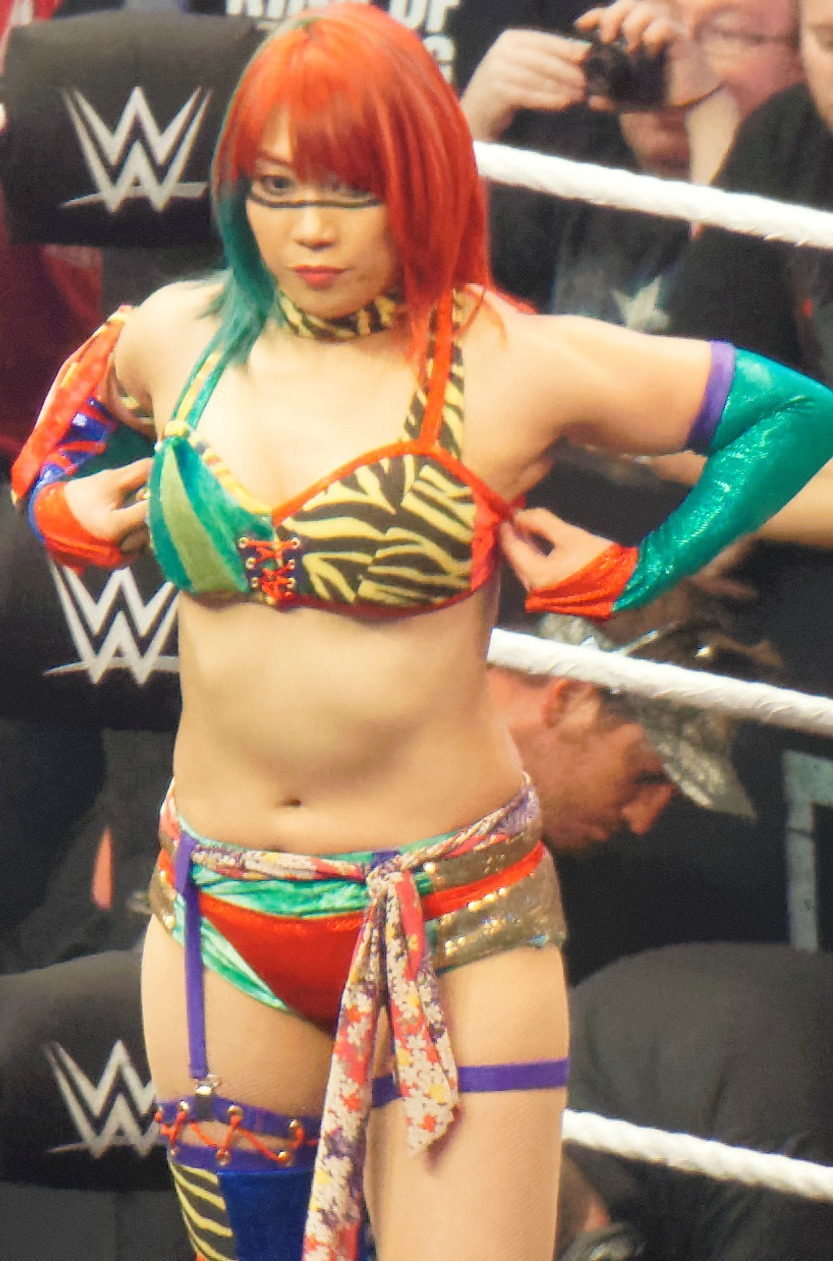
華名

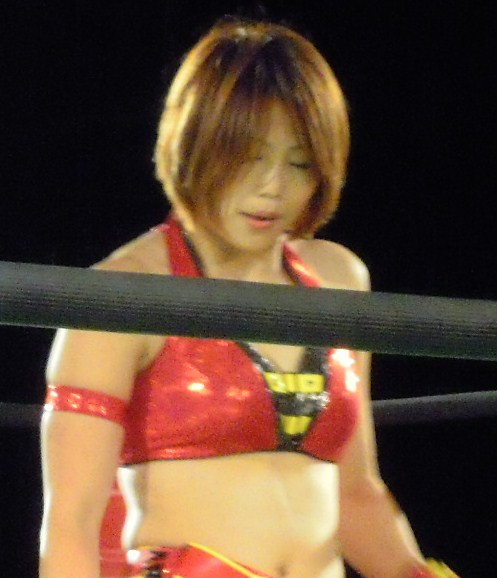
栗原あゆみ

元々はメジャー女子プロレスAtoZ時代の一年違いの先輩後輩の間柄（栗原は在籍当時練習生）であったが、互いに退団後は対峙な関係であった為、対戦する事はあったものの組む事は無かった。
2009年7月5日、NEO女子プロレスの興行にて初めてタッグを組み、その後は不定期で組むようになり、2011年10月30日に初めてタッグタイトルを獲得した。
タッグタイトル獲得時、華名はSMASHディーバ王座を戴冠していたが、11月24日に一度失冠。11月26日に栗原がCMLL世界女子王座を奪取し、2012年1月19日には華名もSMASHタイトルを奪還したため、以降はタッグタイトルと同時にそれぞれシングルタイトルも保持していることになる。
2月5日、植松☆輝に敗れタッグ王座失冠。

## 獲得タイトル
- 初代WAVE認定タッグ王座

## 写真集
- かなあゆのプロフェショナル・エクササイズ